# Форчела Алта (Леко)
Форчела Алта је насеље у Италији у округу Леко, региону Ломбардија.
Према процени из 2011. у насељу је живело 3 становника. Насеље се налази на надморској висини од 1306 м.